# Tribunal de Justiça do Estado do Pará
O Tribunal de Justiça do Estado do Pará (TJPA) é o órgão máximo do Poder Judiciário do estado brasileiro do Pará, com sede na cidade de Belém e jurisdição em todo o território estadual.

## Histórico
O primeiro embrião do que viria a ser o atual tribunal data de 28 de agosto de 1758, quando foi criada a Junta de Justiça do Pará. Entre diversas modificações de sua estrutura administrativa, e da própria administração das nomenclaturas da justiça do Brasil, foi criado no dia 3 de fevereiro de 1874 o Tribunal de Relação do Pará, em um prédio de dois andares, localizado na Rua dos Mercadores nº 30, atual Conselheiro João Alfredo, sob a presidência do conselheiro Ermano Domingos do Couto. Na época, possuía apenas sete magistrados. Em 22 de julho de 1887, passou a funcionar no Palacete Azul, atual Palácio Antônio Lemos, onde permaneceu até 1970.
Com a proclamação da República, o Tribunal de Relação foi extinto. Em 1 de julho de 1891, o órgão judiciário foi instalado com o nome Tribunal Superior de Justiça, mantendo-se o número de sete magistrados e o funcionamento no andar superior do Palácio Azul. 
Mudou de nome outras vezes, para Corte de Apelação (Constituição do Estado do Pará de 1935), Tribunal de Apelação (Constituição brasileira de 1937), e finalmente, em 8 de julho de 1947, Tribunal de Justiça do Estado do Pará (Constituição do Pará de 1947), com a composição de vinte e um desembargadores, que foi aumentada para vinte e sete em 1995, para trinta em 2000 e para quarenta em 2025.
Em 2000, foi instalada sua sede na Praça República do Líbano, e em 2006 passou para sua sede atual, no prédio histórico de 1872 onde funcionara o Instituto de Artífices do Pará e o Colégio Lauro Sodré.
Foi o primeiro tribunal do Brasil a ter uma mulher como presidente, a desembargadora Lídia Dias Fernandes, no biênio 1979-1980. Possui um museu judiciário, criado em 1971.

## Composição
O Tribunal de Justiça do Estado do Pará é composto por 40 desembargadores:
| Ordem de antiguidade | Nome                                          | Data de nascimento      | Data de ingresso no desembargo | Observações |
| -------------------- | --------------------------------------------- | ----------------------- | ------------------------------ | --- |
| 1                    | Rômulo José Ferreira Nunes                    | 17 de janeiro de 1951   | 6 de novembro de 2000          | - Integrante da Seção de Direito Penal |
| 2                    | Luzia Nadja Guimarães Nascimento              | 28 de julho de 1958     | 9 de abril de 2003             | - Vaga do quinto constitucional destinada a membro do Ministério Público - Integrante da Seção de Direito Público                              |
| 3                    | Vânia Valente do Couto Fortes Bitar Cunha     | 23 de fevereiro de 1961 | 10 de outubro de 2003          | - Vaga do quinto constitucional destinada a membro do Ministério Público - Integrante da Seção de Direito Penal                                |
| 4                    | Vânia Lúcia Carvalho da Silveira              | 27 de abril de 1953     | 19 de maio de 2005             | - Vaga do quinto constitucional destinada a membro do Ministério Público - Integrante da Seção de Direito Penal                                |
| 5                    | Constantino Augusto Guerreiro                 | 17 de agosto de 1952    | 27 de abril de 2005            | - Integrante da Seção de Direito Privado |
| 6                    | Ricardo Ferreira Nunes                        | 9 de junho de 1954      | 1 de junho de 2005             | - Integrante da Seção de Direito Privado |
| 7                    | Leonardo de Noronha Tavares                   | 28 de novembro de 1955  | 19 de dezembro de 2005         | - Integrante da Seção de Direito Privado |
| 8                    | Célia Regina de Lima Pinheiro                 | 24 de abril de 1963     | 19 de novembro de 2006         | - Integrante da Seção de Direito Público |
| 9                    | Leonam Gondim da Cruz Júnior                  | 1 de março de 1966      | 3 de abril de 2008             | - Vaga do quinto constitucional destinada a membro da Ordem dos Advogados do Brasil - Integrante da Seção de Direito Penal                     |
| 10                   | Gleide Pereira de Moura                       | 18 de março de 1952     | 13 de maio de 2010             | - Integrante da Seção de Direito Privado |
| 11                   | José Maria Teixeira do Rosário                | 11 de novembro de 1952  | 13 de maio de 2010             | - Integrante da Seção de Direito Público |
| 12                   | Roberto Gonçalves de Moura                    | 30 de novembro de 1955  | 15 de fevereiro de 2012        | - Presidente - Integrante da Seção de Direito Público                                                                                          |
| 13                   | Maria Filomena de Almeida Buarque             | 31 de outubro de 1955   | 23 de agosto de 2013           | - Integrante da Seção de Direito Privado |
| 14                   | Luiz Gonzaga da Costa Neto                    | 2 de dezembro de 1962   | 26 de fevereiro de 2015        | - Vice-presidente - Vaga do quinto constitucional destinada a membro da Ordem dos Advogados do Brasil - Integrante da Seção de Direito Público |
| 15                   | Mairton Marques Carneiro                      | 1 de setembro de 1953   | 26 de fevereiro de 2016        | - Integrante da Seção de Direito Público |
| 16                   | Ezilda Pastana Mutran                         | 9 de março de 1955      | 26 de fevereiro de 2016        | - Integrante da Seção de Direito Público |
| 17                   | Maria Elvina Gemaque Taveira                  | 6 de junho de 1957      | 26 de fevereiro de 2016        | - Corregedora-geral de Justiça - Integrante da Seção de Direito Público                                                                        |
| 18                   | Rosileide Maria da Costa Cunha                | 13 de janeiro de 1955   | 26 de fevereiro de 2016        | - Integrante da Seção de Direito Público |
| 19                   | José Roberto Pinheiro Maia Bezerra Júnior     | 18 de outubro de 1964   | 21 de junho de 2018            | - Integrante da Seção de Direito Público |
| 20                   | Rosi Maria Gomes de Farias                    | 17 de junho de 1951     | 4 de outubro de 2018           | - Integrante da Seção de Direito Penal |
| 21                   | Eva do Amaral Coelho                          | 15 de julho de 1952     | 7 de julho de 2020             | - Integrante de Seção de Direito Penal |
| 22                   | Kédima Pacífico Lyra                          | 6 de novembro de 1965   | 2 de fevereiro de 2022         | - Integrante de Seção de Direito Penal |
| 23                   | Amilcar Roberto Bezerra Guimarães             | 29 de setembro de 1962  | 2 de fevereiro de 2022         | - Integrante de Seção de Direito Privado |
| 24                   | Margui Gaspar Bittencourt                     | 19 de fevereiro de 1954 | 4 de outubro de 2022           | - Integrante de Seção de Direito Privado |
| 25                   | Pedro Pinheiro Sotero                         | 11 de novembro de 1958  | 31 de janeiro de 2023          | - Integrante da Seção de Direito Penal |
| 26                   | Luana de Nazareth Amaral Henriques Santalices | 12 de outubro de 1966   | 5 de setembro de 2023          | - Integrante da Seção de Direito Privado |
| 27                   | Alex Pinheiro Centeno                         | 26 de junho de 1986     | 5 de setembro de 2023          | - Vaga do quinto constitucional destinada a membro da Ordem dos Advogados do Brasil - Integrante da Seção de Direito Privado                   |
| 28                   | José Torquato Araújo de Alencar               | 12 de março de 1955     | 25 de outubro de 2023          | - Integrante da Seção de Direito Público |
| 29                   | José Antônio Ferreira Cavalcante              | 12 de agosto de 1957    | 13 de dezembro de 2024         | - Integrante da Seção de Direito Privado |
| 30                   | Jorge Luiz Lisbôa Sanches                     | 11 de outubro de 1954   | 19 de agosto de 2025           | - Integrante da Seção de Direito Penal |
| 31                   | Antonieta Maria Ferrari Miléo                 | 11 de agosto de 1971    | 19 de agosto de 2025           | - Integrante da Seção de Direito Privado |
| 32                   | Álvaro José Norat de Vasconcelos              | 9 de novembro de 1956   | 19 de agosto de 2025           | - Integrante da Seção de Direito Privado |
| 33                   | Sarah Castelo Branco Monteiro Rodrigues       | 8 de abril de 1963      | 19 de agosto de 2025           | - Integrante da Seção de Direito Penal |
| 34                   | Sérgio Augusto de Andrade Lima                | 3 de março de 1951      | 19 de agosto de 2025           | - Integrante da Seção de Direito Penal |
| 35                   | César Bechara Nader Mattar Júnior             |                         | 20 de agosto de 2025           | - Integrante da Seção de Direito Privado - Vaga do quinto constitucional destinada a membro do Ministério Público                              |
| 36                   | vago                                          |                         |                                | - Vaga do quinto constitucional destinada a membro da Ordem dos Advogados do Brasil                                                            |
| 37                   | vago                                          |                         |                                | |
| 38                   | vago                                          |                         |                                | |
| 39                   | vago                                          |                         |                                | |
| 40                   | vago                                          |                         |                                | |